# Колибри-эрионы
Колибри-эрионы (лат. Eriocnemis) — род птиц семейства колибри.

## Виды
Международный союз орнитологов относит к роду 11 видов:
- Черногрудый эрион (Eriocnemis nigrivestis (Bourcier & Mulsant, 1852))
- Eriocnemis isabellae Cortés-Diago, Weller et al., 2007
- Бронзовый эрион (Eriocnemis vestita (Lesson, 1839))
- Чернобёдрый эрион (Eriocnemis derbyi (DeLattre & Bourcier, 1846))
- Бирюзовый эрион (Eriocnemis godini (Bourcier, 1851))
- Меднобрюхий эрион (Eriocnemis cupreoventris (Fraser, 1840))
- Синелобый эрион (Eriocnemis luciani (Bourcier, 1847))
- Златогрудый эрион (Eriocnemis mosquera (DeLattre & Bourcier, 1846))
- Синешапочный эрион (Eriocnemis glaucopoides (D’Orbigny & Lafresnaye, 1838))
- Белоухий эрион (Eriocnemis mirabilis Meyer de Schauensee, 1967)
- Изумрудный эрион (Eriocnemis aline (Bourcier, 1843))